# Möve
Möve is een historisch merk van fietsen en motorfietsen.
Eckhard Walter & Co. GmbH, Mühlhausen, Thüringen (productie van motorfietsen tussen 1903-1908).
Dit Duitse merk werd later bekend door de Walter-tweetaktmodellen. De Möve-modellen hadden een- en tweecilinder viertakt motorblokken van Fafnir. Het bedrijf is opgesplitst in een metaalbedrijf en een voertuigstoelenfabriek.